# Viharmadár (képregény)
Viharmadár, eredeti nevén John Proundstar egy kitalált szereplő, szuperhős a Marvel Comics képregényeiben. Len Wein író és Dave Cockrum rajzoló alkotta meg. Első megjelenése a Giant-Size X-Men első számában volt 1975 májusában.

## Története
John Proundstar egy apacs törzs tagjaként született az arizonai Camp Verdében. Mutáns képességei; az emberfeletti erő, gyorsaság és nagyfokú ellenálló képességét a sérülésekkel szemben, először húszéves korában jelentkeztek mikor megfékezett egy bölényt, hogy megmentse egy kislány életét. Törzse megbecsült tagjává vált, de ugyanakkor szégyenkezett is népe miatt, hogy az egykor büszke harcos ősök gyermekei hová süllyedtek.
Proudstar hazudott koráról és belépett az Egyesült Államok Tengerészgyalogságába a vietnámi háború alatt. Tizedesi rangot és számos kitüntetést kapott, az egyiket azért, mert megmentette egy lezuhant helikopter pilótájának életét.
Miután szolgálati ideje lejárt, visszatért a rezervátumba. Nem sokkal ezután kereste meg az újságíró Michael Whitecloud, hogy segítsen neki kideríteni azoknak a titokzatos rákos megbetegedéseknek az okát, melynek Proudstar anyja is áldozatául esett. A nyomok egy Edwin Martynec nevű orvoshoz vezettek, aki illegális kísérleteket hajtott végre. Proudstar harcba szállt Martyneckel, aki maga is mutáns volt, azonban Martynecnek sikerült megszöknie, laborja pedig felrobbant.
Az X-Men csapatatába Charles Xavier professzor szervezte be, mikor új csapatra volt szüksége, hogy megmentse eltűnt tanítványait. Proudstar nem lelkesedett az ötletért, hogy a „fehérembernek” segítsen, mivel nagy harag volt benne azért, amit a népével tettek. Ennek ellenére, büszkesége miatt segített Xavier professzornak, belépett a csapatba és felvette a Viharmadár nevet, ám önfejűsége és büszkesége miatt nehezen illeszkedett be a csapatba.
Viharmadár az új csapat második küldetése során életét vesztette bizonyítási vágya miatt. A X-Men csapata Nefaria gróf ellen harcolt, aki átvette az Észak-Amerikai Légvédelmi Rendszer központjának az irányítását a Cheyenne-hegységben. Nefaria menekülni akart egy vadászrepülővel, mikor Viharmadár ráugrott a gépre és nem hallgatva Vészmadár és Xavier professzor figyelmeztetésére emberfeletti erejével addig ütötte azt, amíg a gép lezuhant.
Temetése előtt öccse, James ellopta Viharmadár testét és hagyományos, apacs harcosoknak kijáró temetésben részesítette.

## Képességei
Viharmadár izomszövetének sűrűsége többször nagyobb volt a közönséges emberénél, mely emberfeletti erőt, állóképességet és gyorsaságot kölcsönzött neki. Bőrszövete szintén sokkal sűrűbb volt, valamint eggyel több rétegű, mint másoké, ami nagyfokú ellenállást biztosított számára a fizikai sérülésekkel szemben. Tüdeje és oxigénfelhasználásai kapacitása is nagyobb.
Viharmadár katonai kiképzést kapott, gyakorlott volt a kézitusában valamint a kézi lőfegyverek használatában.

## Külső hivatkozások
Viharmadár a Marvel Comics oldalain